# Boomhooi
Boomhooi (soms ook bladvoer, bladhooi of boomvoer genoemd) is een bron van diervoeder dat wordt geproduceerd door de bladeren en twijgen van diverse vaste planten, met name bomen, te oogsten. Het verwijst specifiek naar de praktijk om het materiaal direct na het verzamelen of, wat gebruikelijker is, na het opslaan en soms drogen gedurende een bepaalde periode aan het vee te voeren. Het rechtstreeks begrazen van bomen en voederhagen door vee valt er dus niet onder.
Het is een traditionele praktijk die ooit wijdverbreid was, maar die grotendeels is vergeten omdat in de moderne landbouw het hooien van gras de overhand kreeg. Recentelijk is de belangstelling voor deze oude praktijk, en voor boomvoer in het algemeen, echter weer toegenomen. Het houdt verband met agroforestry en duurzame landbouw in het algemeen door de gedeelde doelstellingen van het oplossen van klimaat- en biodiversiteit problemen. Mede doordat bomen en hagen steeds meer worden erkend als waardevol voor de biodiversiteit en het landschap. Bovendien blijkt uit steeds meer wetenschappelijk onderzoek dat boombladeren kunnen dienen als extra bron van relevante voedingsstoffen voor het vee.

## Geschiedenis
De productie van boomhooi was ooit een gangbare en wijdverbreide praktijk in heel Europa. Bomen waren vaak een essentiële bron van seizoensgebonden veevoeder voor veel agrarische gemeenschappen. Voor sommigen maakte het structureel deel uit van de voervoorraad in de winter. In andere regio's dienden bomen meer als reserve voor het geval dat de hooiproductie van gras faalt, bijvoorbeeld door extreem zomerweer. Hoe dan ook, bomen waren essentieel voor de veerkracht van traditionele agrarische gemeenschappen.
Boomhooi werd meestal in de zomer geoogst, eventueel gedroogd en opgeslagen waarna het hooi in de winter aan het vee werd gevoerd. Snij- en droogmethoden verschilden per regio, maar een gangbare praktijk was het bundelen van 60 tot 200 cm lange twijgen die bij elkaar werden gehouden met gedraaide twijgen van wilg of hazelaar.
De boomsoorten die werden geoogst waren afhankelijk van de lokale omstandigheden en cultuur, evenals het soort vee dat werd gehouden en hun voorkeur voor bepaalde soorten. In de gematigde klimaatzones van Europa lijken iep en es populair te zijn geweest als voederbron. In strenge winters of na een slecht groeiseizoen is zelfs van soorten als klimop en hulst bekend dat ze dienden als veevoer.

## Voedingswaarde
Bomen maken deel uit van het natuurlijke dieet van schapen (20%), geiten (60%), paarden (15%) en runderen (10%). De voedingswaarde van bomen kan echter zeer variabel zijn en wordt door veel verschillende factoren beïnvloed. Elke soort bevat verschillende voedingsstoffen in verschillende hoeveelheden. Tevens variëren de voedingsstoffen ook met de bodemsoort en het seizoen. Analyse van boomvoer ter plaatse kan belangrijk zijn om inzicht te krijgen in de voedingswaarde van een specifieke situatie. Overigens lijken seizoensvariaties niet significant genoeg om te bepalen wanneer het voer het best gevoerd kan worden.
Over het algemeen is de in-vitro organische stof verteerbaarheid van boombladeren in vergelijking met gras relatief laag. Echter, het ruw eiwit- en mineralengehalte van sommige soorten is relatief hoog, waardoor boomvoer een waardevolle aanvullende bron van nutriënten is.
Gedroogde boombladeren bevatten hogere mineralengehaltes in vergelijking met verse bladeren. Daardoor is boomhooi een waardevolle bron van mineralen buiten het groeiseizoen. Vooral als bron van magnesium, seleen, zink en koper is boomhooi interessant, aangezien deze mineralen in sommige bomen significant hoger zijn dan in gras.

### Secundaire metabolieten
Naast macro- en micronutriënten bevat boomvoer een aantal secundaire metabolieten die medicinale eigenschappen hebben. De meest voorkomende secundaire metabolieten zijn tannines. Tannines hebben een positief effect op de vertering van eiwit bij herkauwers en hebben aangetoond darmparasieten te kunnen verminderen.

### Vergelijking met luzerne

#### Witte moerbei
Luzerne wordt beschouwd als een van de meest voedingsrijke veevoeders. Maar vergeleken met bijvoorbeeld bladeren van de witte moerbei (Morus alba), zien we dat de meeste voedingswaarden van de moerbei superieur beter zijn dan luzerne. Moerbei bevat gemiddeld minder eiwit dan luzerne, maar het verschil is minder dan 1% (vers en gedroogd). Moerbei bevat nog steeds gemiddeld 19% eiwit, variërend van 11% tot 25%. Bovendien bevat moerbei minder ruwe vezels waardoor het smakelijker is en dieren er meer van kunnen opnemen voordat ze vol zitten.
Moerbei bevat minder aminozuren, maar in betere verhoudingen, waardoor de algehele verteerbaarheid verbetert. Moerbei heeft ook een betere voedingsopname voor dieren. Hierdoor hoeven de dieren mogelijk minder te eten, wat de kosten voor de veehouders kan drukken.
Moerbei bevat meer secundaire metabolieten, met name tannines. Wanneer moerbei bladeren worden gedroogd, neemt het tanninegehalte aanzienlijk toe. Luzerne bevat vooral saponinen en flavonoïden en geen tannines. Moerbei bladeren zijn ook rijk aan flavonoïden. Dit verhoogt de biodiversiteit van de darmbacteriën, waardoor voedingsstoffen en vezels efficiënter worden verteerd en de methaanuitstoot afneemt. De flavonoïden in moerbei zijn ook antioxidant, antimicrobieel en ontstekingsremmend.

## Verschillende systemen van huidige toepassing
In de moderne praktijk wordt boomhooi beschouwd als een aanvullende voedingsbron om het dieet van het vee te diversifiëren en meer in evenwicht te brengen. Doordat de voedingswaarden variëren afhankelijk van de soort, de lokale omstandigheden en het seizoen, is altijd een bedrijfsspecifieke aanpak nodig in combinatie met toezicht op de prestaties van het vee als gevolg van veranderingen in het dieet.
De eenvoudigste methode om boombladeren te voeren is wellicht nog steeds het vee rechtstreeks van bomen of heggen te laten eten. Dit vereist echter een zorgvuldig beheer. Maar ook de productie van boomhooi is arbeidsintensief, hoewel er mogelijkheden zijn om deze praktijk verder te mechaniseren.
Het is mogelijk boomhooi te oogsten van bestaande bomen of hagen. Alternatief kunnen ook bomen specifiek geplant worden voor de oogst van boomhooi. Bomen in een weiland of hagen langs veldgrenzen zijn een mogelijkheid, evenals meer plantageachtige aanplant van bomen die geoptimaliseerd zijn voor mechanisch snoeien. Afhankelijk van het gekozen systeem kunnen verschillende oogstmethodes nodig zijn. Er zijn mechanisatie mogelijkheden voor hakhout, knotten en snoeien.
In recente experimenten werd het snoeisel van bomen geoogst en gebundeld vers of groen opgeslagen, waarbij verschillende soorten werden gemengd. Veel van deze bundels hadden nog groene bladeren na 1 of 2 seizoenen in opslag met nog enkele groene bladeren na 24 maanden. Het verwerken van boomhooi van bladeren en jonge twijgen kan op dezelfde manier gebeuren als conventioneel grashooi, inclusief inkuilen en persen. Ook het versnipperen van het materiaal is een mogelijkheid gebleken om boomhooi te verwerken en op te slaan.

## Voordelen ten opzichte van eenjarige gewassen
Door de diepere wortelstelsels en hun mycorrhizale schimmelassociaties hebben bomen onder bepaalde omstandigheden toegang tot meer voedingsstoffen en vocht dan bijvoorbeeld eenjarige gewassen. Vandaar dat bomen kunnen functioneren als buffer of reserve van veevoeder bij tegenvallende opbrengsten van ander veevoer zoals grashooi, bijvoorbeeld als gevolg van extreme omstandigheden of om de gebruikelijke groeidynamiek van grasland op te vangen.
Hierdoor, maar ook door soort specifieke kenmerken, kan boomhooi specifieke nutriënten bevatten, zoals mineralen, die in bepaalde gezondheidsbehoeften van het vee kunnen voorzien naast het reguliere voer. Boomhooi zou dus kunnen bijdragen aan een gevarieerder dieet en het vee de mogelijkheid bieden tot zelfmedicatie.
De productie van boomhooi, of meer in het algemeen boomvoeder, heeft dus het potentieel om opnieuw een integraal onderdeel te worden van het landbouwbedrijf en zo de veerkracht vergroten. Als gevolg daarvan kunnen bomen en heggen weer een centrale plaats innemen op de boerderij en in het landschap, samen met alle voordelen van bomen voor het landschap, de biodiversiteit en de natuur. Bomen en heggen zijn bijvoorbeeld goed voor de bodemkwaliteit omdat ze niet hoeven te worden bewerkt zoals eenjarige gewassen, waardoor de bodem bijvoorbeeld op lange termijn minder koolstof opslaat.